# Дражен
Дражен је српско-хрватско мушко име, настало од словенског корена драг („драги, вољени“). Познати људи са именом су:
- Дражен Болић (рођен 1971), српски фудбалер
- Дражен Далипагић (1951-2025), српски кошаркаш и менаџер босанскохерцеговачког порекла
- Дражен Ердемовић (рођен 1971), босански војник и ратни злочинац српског и хрватског порекла
- Дражен Жерић (рођен 1964), босански певач бошњачког порекла
- Дражен Ладић (рођен 1963), хрватски фудбалер и менаџер
- Дражен Мужинић (рођен 1953), хрватски фудбалер
- Дражен Петровић (1964–1993), југословенски и хрватски кошаркаш
- Дражен Ричл (1962–1986), босански рок музичар и комичар чешког и бошњачког порекла